# Tysk-luxemburgska territoriet
Tysk-luxemburgska territoriet är ett kondominat i floderna Mosel, Sauer och Our på gränsen mellan Luxemburg och Tyskland. Floderna är även ett kommunfritt område i de tyska förbundsländerna Saarland och Rheinland-Pfalz.
Kondominatet bildades 19 december 1984 i ett fördrag mellan Tyskland och Luxemburg efter förhandlingar som inleddes 1979. Ursprunget går tillbaka till Wienkongressen 1815 och formuleringen 
| ” | « Les rivières elles-mêmes, en tant qu’elles forment la frontière, appartiendront en commun aux Puissances limitrophes. » | „ |

| ” | « Floderna, när de bildar gränsen, kommer att tillhöra de angränsande makterna gemensamt. » | „ |

samt gränsfördragen mellan Nederländerna och Preussen från 26 juni 1816 och 7 oktober 1816.